# 1517
| 1517               |
| ------------------ |
| Dødsfald - Fødsler |
| • Litteratur       |

| Gregoriansk kalender | 1517 MDXVII             |
| Ab urbe condita      | 2270                    |
| Armensk kalender     | 966 ԹՎ ՋԿԶ              |
| Kinesiske kalender   | 4213 – 4214 丙子 – 丁丑 |
| Etiopisk kalender    | 1509 – 1510             |
| Jødisk kalender      | 5277 – 5278             |
| Hindukalendere       |                         |
| - Vikram Samvat      | 1572 – 1573             |
| - Shaka Samvat       | 1439 – 1440             |
| - Kali Yuga          | 4618 – 4619             |
| Iransk kalender      | 895 – 896               |
| Islamisk kalender    | 923 – 924               |

Konge i Danmark: Christian 2. 1513-1523
Se også 1517 (tal)

## Begivenheder
- 21. september - Christian 2.'s elskerinde Dyveke dør. Senere henrettes adelsmanden Torben Oxe ved halshugning – vist nok blandt andet for underslæb og lignende – eftertidens folkelige mening er, at han har myrdet Dyveke med forgiftede kirsebær.
- 31. oktober – Martin Luther skriver sig ind i historien, da han på kirkedøren i Wittenberg slår sine 95 katolskkritiske teser op og dermed indvarsler reformationen.

## Født
- 2. februar – Gotthard Kettler, stormester af den Tyske Orden og den første Hertug af Kurland og Semgallen (død 1587).

## Dødsfald
- 21. september – Christian IIs elskerinde, Dyveke Sigbrittsdatter. Kongen beskyldte Lensmanden på Københavns Slot Torben Oxe for at have forgiftet hende. Han dømmes og henrettes 29. november.